# Shovel Headed Kill Machine
Shovel Headed Kill Machine es el séptimo álbum de estudio de la banda estadounidense de thrash metal Exodus. Fue publicado el 4 de octubre de 2005 a través de Nuclear Blast. Es el primer álbum con el nuevo vocalista Rob Dukes, después de la salida de Steve "Zetro" Souza durante la gira sudamericana de promoción del anterior álbum Tempo Of The Damned. Es también el primer álbum de estudio sin contar con Rick Hunolt en las guitarras, siendo Lee Altus su reemplazante, y es también el único álbum de Exodus con Paul Bostaph en la batería después de que la segunda salida de Tom Hunting a raíz de la recurrente enfermedad que le aqueja a partir de 1989. Shovel Headed Kill Machine vendió más de 3,000 copias en su primera semana en los EE. UU.
En una crítica de Terrorizer, el álbum fue elogiado como "un esfuerzo enorme esfuerzo por derecho propio y el sueño húmedo de un guitarrista de aire".

## Listado de Canciones
| N.º | Título                       | Duración |  |
| 1.  | «Raze»                       | 4:17     |  |
| 2.  | «Deathamphetamine»           | 8:31     |  |
| 3.  | «Karma's Messenger»          | 4:14     |  |
| 4.  | «Shudder to Think»           | 4:48     |  |
| 5.  | «I Am Abomination»           | 3:25     |  |
| 6.  | «Altered Boy»                | 7:37     |  |
| 7.  | «Going Going Gone»           | 4:59     |  |
| 8.  | «Now Thy Death Day Come»     | 5:11     |  |
| 9.  | «.44 Magnum Opus»            | 6:56     |  |
| 10. | «Shovel Headed Kill Machine» | 2:57     |  |

Bonus Track
| Digipack bonus track |                   |          |  |
| N.º                  | Título            | Duración |  |
| 11.                  | «Purge the World» | 4:02     |  |

Edición Japonesa
| Japan edition bonus track |                                |          |  |
| N.º                       | Título                         | Duración |  |
| 11.                       | «Problems (Sex Pistols cover)» | 4:25     |  |

Edición Limitada
| Limited 2 edition bonus tracks |                                |          |  |
| N.º                            | Título                         | Duración |  |
| 11.                            | «Purge the World»              | 4:02     |  |
| 12.                            | «Problems» (Sex Pistols cover) | 4:25     |  |

## Personal
- Rob Dukes – Voces
- Gary Holt – Guitarra y producción
- Lee Altus – Guitarra
- Jack Gibson – Bajo eléctrico
- Paul Bostaph – Batería
- Ingeniería por Juan Urteaga
- Grabado en Trident Studio, EEUU
- Mezcla y masterización por Andy Sneap en Derby, Reino Unido
- Administración de Steven Warner
- A&R de Jaap Wagemaker